# Volta do mar

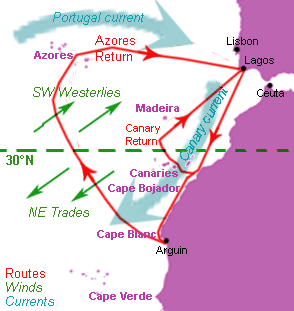
Atlantische winden (groen), zeestromen (blauw) en Portugese zeilroutes (rood) in de tijd van Hendrik de Zeevaarder (ca. 1430-1460).

Volta do mar (terugkeer van de zee) of volta pelo largo was een navigatietechniek die de Portugezen ontwikkelden in de vijftiende eeuw om terug te kunnen keren van reizen langs de kust van Afrika. Hierbij maakten zij gebruik van de circulaire zeestromen en winden van de Atlantische Oceaan.
Langs de noordwestelijke kust van Afrika heerst een bestendige noordoostpassaat. Dat betekende voor de Portugese ontdekkingsreizigers, dat de uitreis met wind in de rug weliswaar gemakkelijk verliep, maar dat een terugreis langs de kust een voortdurend laveren inhield. Naarmate de Portugezen vertrouwder werden met de zeilvaart, kozen ze steeds vaker bij de terugreis een noordwestelijke koers richting Madeira en de Azoren. Ze hadden dan halve wind van de passaat. Verder naar het noorden kwamen ze dan in de Westenwindgordels terecht, die ze konden benutten om Portugal te bereiken. Deze wijze van driehoekzeilen in een cirkel legde de basis voor de grote Europese ontdekkingsreizen. 
Christoffel Columbus had het inzicht en de moed om de volta do mar over de volle breedte van de Atlantische Oceaan toe te passen. Hij zeilde vanaf de Canarische Eilanden zes weken lang pal westwaarts tot hij na 6000 kilometer de Bahama's tegenkwam. Bij zijn terugkeer koos hij een noordelijke koers tot hij de westenwinden vond. Behalve Amerika ontdekte hij dus ook de beste route heen en terug. 
Bartolomeu Dias had bij zijn reis naar Kaap de Goede Hoop langs de zuidwestkust van Afrika hetzelfde probleem als zijn voorgangers in het noorden, maar nu omgekeerd. Hij moest opboksen tegen de zuidoostpassaat. Maar eenmaal bij de Kaap merkte hij dat hier de wind veelal uit het westen kwam. Hij adviseerde zijn navolger Vasco da Gama om vanaf de Kaapverdische Eilanden een zuidwestelijke koers richting open zee aan te houden. Dit had het gewenste effect en da Gama landde via een grote bocht keurig bij de Kaap en kon zijn reis naar India vervolgen. Zijn directe opvolger Pedro Álvares Cabral maakte een nog grotere volta do mar en stuitte daardoor op Brazilië. 

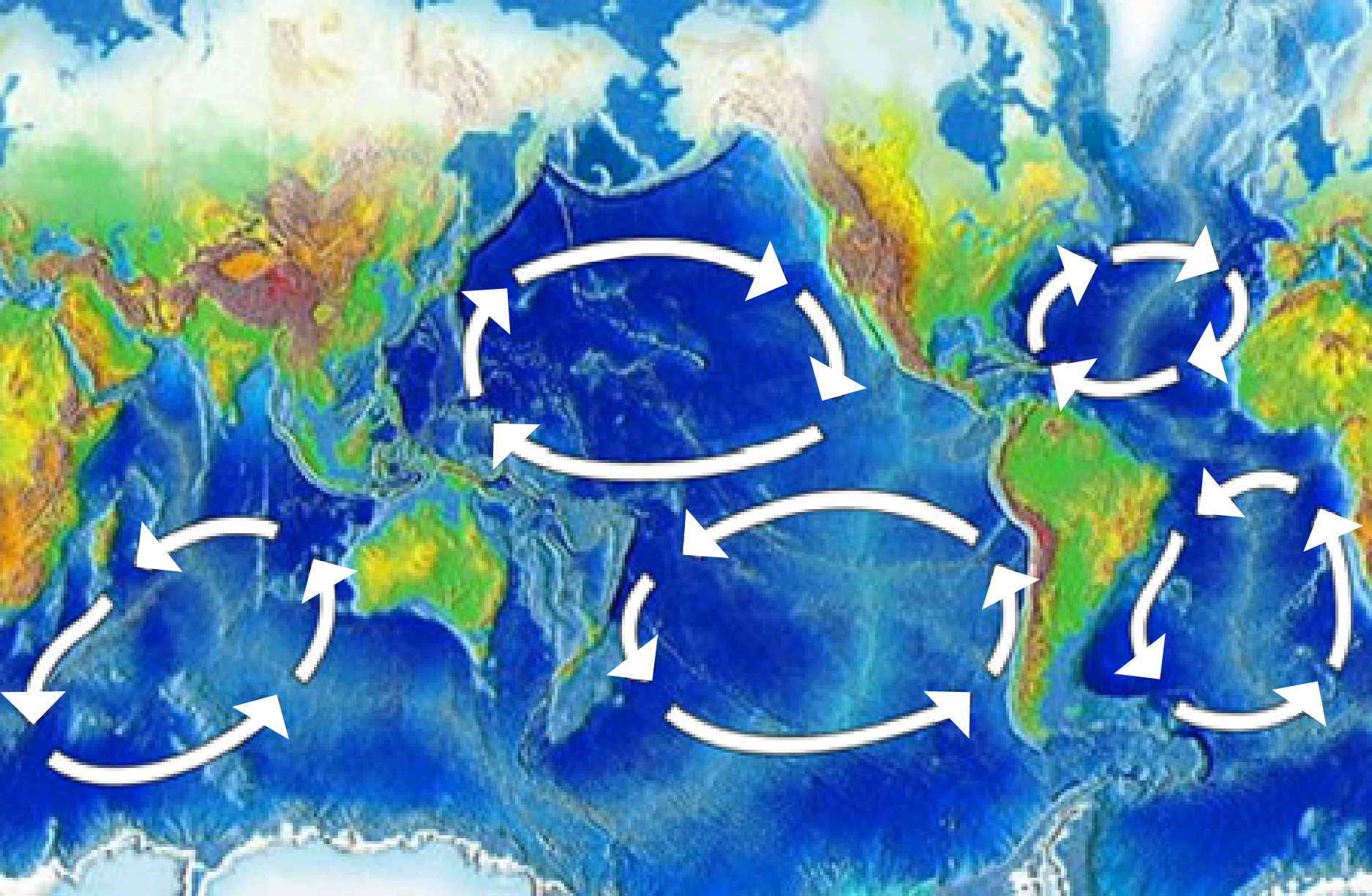
De vijf grote oceaan cirkels

Ferdinand Magellaan leidde de eerste reis om de wereld.  In 1520 voer hij met de passaat in de rug 99 dagen lang 17.500 kilometer over de Stille Oceaan voor hij bij de Marianen weer land aantrof. Maar het duurde tot 1565 voordat iemand in staat was om de Stille Oceaan van west naar oost over te steken. Andrés de Urdaneta koerste vanuit de Filipijnen noordwaarts tot zo'n 36 graden noorderbreedte, waar hij de gewenste westenwinden vond, die hem naar Nieuw-Spanje brachten. 
De Nederlandse VOC-kapitein Hendrik Brouwer legde de laatste hand aan het kraken van de grote windsystemen op aarde. Hij voer in 1611 vanaf Kaap de Goede Hoop zuidwaarts tot de Roaring Forties, waar een groot deel van het jaar sterke westenwinden waaien, om vervolgens pas ter hoogte van de Straat Soenda noordwaarts richting Java te sturen. De tocht was succesvol en enkele maanden korter dan de gebruikelijke route. Brouwers route werd de nieuwe richtlijn. Het vaststellen van de lengtegraad was echter moeilijk, en soms landden de Nederlandse zeevaarders op de kust van Australië. Het bekendste voorbeeld hiervan was de Batavia. 